# 尹鸿博
尹鸿博（1989年10月30日—），中国足球运动员，現時效力於中国足球超级联赛球队梅州客家。

## 职业生涯
1999年，尹鸿博在一次少年比赛中被火车头相中，于是尹鸿博拿着家里筹措的4万元学费离开家乡长春只身跟着启蒙教练李吉喜南下郑州加盟火车头。
2001年，尹鸿博作为主力球员幚助火车头拿了U13全国冠军，随后再度跟随李吉喜辗转到了海口和南宁踢球，曾因身体瘦弱而被球队开除。
2004年，广东全运队组队，尹鸿博启蒙教练的儿子来到向球队里介绍了尹鸿博，广东全运队主教练曹阳认为尹鸿博的左脚技术扎实，于是尹鸿博成功加入广东队。
2007年，广东全运队以广东日之泉之名参加了乙级联赛，尹鸿博把握了球队的主力位置。
2009年8月，尹鸿博凭借在中甲联赛和全运会中的优异表现，首次入选了中国国奥队。
2013年1月，尹鸿博加盟河南建业。
2017年1月，尹鸿博加盟河北华夏幸福。2021年，为备战3月开踢的卡塔尔世预赛亚洲区40强赛下半程比赛，中国男足将于1月22日至2月10日在海口展开2021年首期集训，他入选27人名单。
2022年4月，尹鸿博加盟梅州客家。